# دانييلي فورت
دانييلي فورت (بالإيطالية: Daniele Forte)‏ هو لاعب كرة قدم إيطالي، ولد في 7 سبتمبر 1990 في فودجا في إيطاليا. لعب مع نادي تشيزينا ونادي فوجيا.

## وصلات خارجية
- دانييلي فورت على موقع قاعدة بيانات كرة القدم.إي يو (الإنجليزية)